# Union syndicale des travailleurs du Burkina
La Union syndicale des travailleurs du Burkina (USTB), est une confédération syndicale du Burkina-Faso fondée en 1947. Elle est affiliée à l'Organisation pour l’unité syndicale africaine (OUSA) et à la Confédération syndicale internationale (CSI). 

## Histoire
L'USTV Union syndicale des travailleurs Voltaïques devenue USTB est fondée en 1947. Ernest Abdoulaye Ouédraogo est élu à la tête de l'USTB en septembre 2019.

## Organisations affiliées
- Organisation syndicale de la prévoyance sociale (OSPS)

## Dirigeants
- Abdoulaye Ernest Ouédraogo